# Accident d'un Gulfstream III d'Avjet à Aspen
L'accident d'un Gulfstream III d'Avjet à Aspen s'est produit le 29 mars 2001, lorsqu'un Gulfstream III, exploité par la compagnie aérienne privée Avjet Corporation pour un vol charter entre Los Angeles, en Californie, et Aspen, au Colorado, s'est écrasé au sol lors de son approche finale. Les trois membres d'équipage et les 15 passagers à bord ont tous péri dans l'accident.
L'enquête ultérieure, menée par le Conseil national de la sécurité des transports (NTSB), a conclu que la cause de l'accident était la descente prématurée de l'avion en dessous de l'altitude minimale de descente (MDA), effectuée sans que le commandant de bord ait la piste en visuel. Elle a également mis en lumière plusieurs problèmes de sécurité généraux, tels que la pression exercée sur les pilotes des vols charters par certains de leurs clients, les vols effectués de nuit dans des aéroports proches de terrains montagneux et l'ambiguïté de certaines règles de la Federal Aviation Administration (FAA).

## Accident

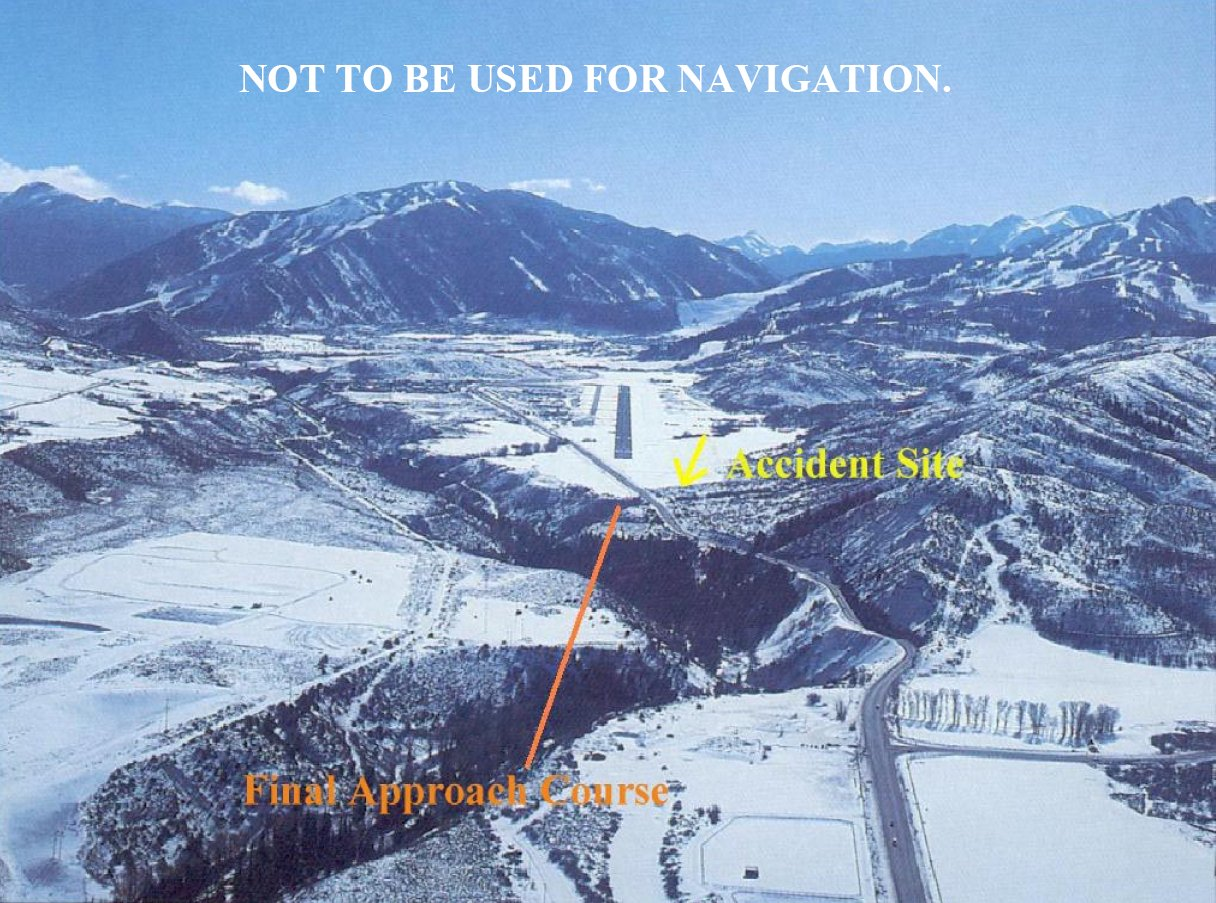
Vue aérienne, par beau temps, de l'approche sur la piste 15 à l'aéroport d'Aspen, indiquant l'emplacement du site du crash.

Le jour de l'accident, l'équipage, composé du commandant de bord Robert Frisbie (44 ans) et du copilote Peter Kowalczyk (38 ans), s'est présenté au travail au siège d'Avjet Corporation, situé à Burbank, en Californie, vers 12 h 00. 
Après avoir vérifié la météo et l'état général de avion, ils ont embarqué pour un vol de convoyage de 11 minutes vers l'aéroport international de Los Angeles (LAX) pour récupérer leurs passagers. Le vol doit initialement quitter LAX à 16 h 30, mais a décollé après un retard de 41 minutes, en raison de l'arrivée tardive de plusieurs passagers à 17 h 11.
Plus tôt dans la journée, un spécialiste de la FAA a informé l'équipage qu'il est déconseillé d'atterrir de nuit à Aspen, selon les règles de vol aux instruments (IFR). De plus, l'équipage sait qu'en raison des restrictions liées à la réduction du bruit dans la région, leur appareil doit atterrir à Aspen avant le couvre-feu nocturne, à 18 h 58. À la suite du départ retardé de LAX, leur heure d'arrivée estimée est de 18 h 46, soit 12 minutes avant l'entrée en vigueur du couvre-feu.
Alors que le Gulfstream III approche de l'aéroport d'Aspen, certains des autres appareils en approche choisissent d'effectuer une approche interrompue, car ils n'ont pas été en mesure d'effectuer une approche aux instruments vers la piste de l'aéroport. L'aéroport est entouré de terrain montagneux de tous les côtés et une descente assez raide est nécessaire pour atterrir à l'aéroport.
À 18 h 56, l'avion a été autorisé pour l'approche, de type VOR/DME, sur l'aéroport, après quoi il s'est dirigé vers la balise VOR, puis a exécuté une descente abrupte et a commencé l'approche finale vers la piste. Alors qu'il poursuit sa descente au-delà du seuil où la piste doit être en vue pour continuer la manœuvre, les pilotes n'ont toujours pas repéré visuellement la piste dans l'obscurité croissante et les chutes de neige. À 19 h 01, alors qu'il effectue un virage abrupte sur la gauche, l'appareil s'écrase à 700 m au nord de la piste d'atterrissage, ne laissant aucun survivants parmi les 18 personnes à bord.

## Enquête

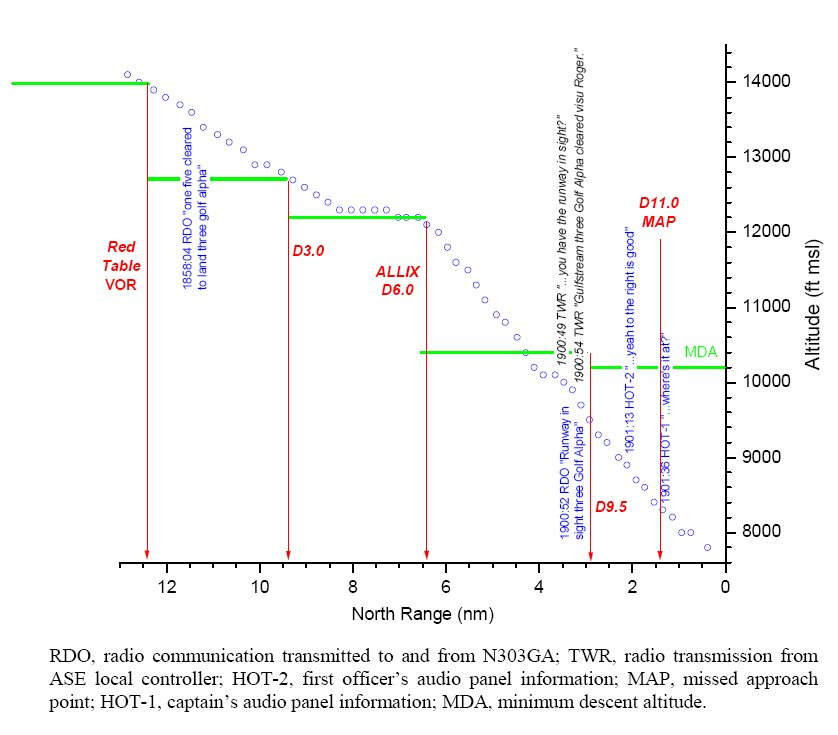
Vue de profil montrant l'approche effectuée par le Gulfstream III accidenté à Aspen.

Après l'accident, l'enregistreur phonique (CVR) a été récupéré dans l'épave de l'avion, et les données enregistrées se sont révélées intactes et utilisables. Selon les règles du Code des règlements fédéraux (CFR), aucun enregistreur de paramètres (FDR) n'était requis pour ce type de vol et aucun n'avait été installé à bord.
Une partie de l'enquête ultérieure du NTSB s'est concentrée sur le fait que l'approche aux instruments sur l'aéroport d'Aspen n'était pas autorisée pour un atterrissage de nuit, et sur la pression globale exercée sur la compagnie charter et les pilotes par le client pour assurer le vol vers la destination initiale. Selon plusieurs témoins, le client de ce vol, après avoir appris qu'il pourrait devoir être dérouté vers un autre aéroport, en raison de la restriction concernant les atterrissages de nuit, a demandé à son assistant commercial d'appeler la direction d'Avjet, pour « leur faire savoir que l'avion ne serait redirigé vers aucun autre aéroport ».
En outre, d'autres témoins ont affirmé que, lorsque le client a appris que le commandant Frisbie avait discuté de la possibilité d'un déroutement avec certains des passagers qui attendaient les retardataires, il a demandé à son assistant d'appeler Avjet pour demander au commandant de « garder ses commentaires pour lui ».
Le planificateur du service charter d'Avjet a par la suite témoigné que « le commandant de bord estimait qu'il était important d'atterrir à Aspen, en raison de la somme d'argent considérable que le client de ce vol avait dépensée pour la soirée ».
D'après les informations obtenues grâce au CVR, l'hôtesse de l'air a escorté un des passagers, un homme non identifié, jusqu'au strapontin du poste de pilotage pendant la séquence d'approche. Selon l'analyse du NTSB, la présence de ce passager dans le poste de pilotage, surtout s'il s'agissait du client ayant commandé ce vol charter, a très probablement accru la pression exercée sur l'équipage pour qu'il atterrisse à Aspen ».

### Rapport final
Le NTSB a publié son rapport final le 11 juin 2002, déterminant que la cause probable de cet accident était le fait que l'équipage à fait descendre l'avion en dessous de la MDA sans avoir de référence visuelle appropriée sur la piste d'atterrissage.

Le NTSB a ajouté les facteurs contributifs suivants :

« Les causes de l'accident ont été notamment la formulation peu claire du NOTAM de la FAA, datant du 27 mars 2001, concernant la restriction de nuit concernant l'approche VOR/DME sur l'aéroport d'Aspen et l'échec de la FAA à communiquer cette restriction à la tour de contrôle ; l'incapacité de l'équipage à voir correctement le terrain montagneux en raison de l'obscurité et des conditions météorologiques ; et la pression exercée par le client sur le commandant de bord pour qu'il atterrisse et également en raison du départ retardé de l'avion et de la restriction pour les atterrissages de nuit sur cet aéroport. »

## Conséquences
Après cet accident, Avjet a décidé d'interdire les opérations aéroportuaires à Aspen et dans trois autres aéroports montagneux entre le coucher et le lever du soleil. Elle a également émis le mémorandum suivant à l'intention de ses équipages et de ses planificateurs de vol :

« Si vous ne pouvez pas atterrir dans l'un de ces aéroports avant le coucher du soleil, vous devez vous dérouter vers un autre aéroport approprié. Tous les passagers à destination de l'une de ces destinations doivent être informés de cette politique. Les membres de l'équipage doivent signaler toute violation de cette politique ou toute pression exercée par les passagers pour enfreindre cette politique au directeur des opérations ou au chef pilote. »

Elle a également ajouté la politique suivante à son manuel d'exploitation :

« Seul un membre d'équipage affecté à un avion d'Avjet, un pilote vérificateur ou un observateur de la FAA peut occuper le siège d'observateur (siège de secours) dans tout avion de la compagnie aérienne. Les passagers ne seront jamais autorisés à occuper le siège d'observateur à aucun moment durant le vol. »